# Lockheed P-3 Orion
El Lockheed P-3 Orion es un avión de patrulla marítima desarrollado a finales de los años 1950 por la compañía estadounidense Lockheed usado por armadas y fuerzas aéreas de distintos países del mundo, principalmente para patrulla marítima, reconocimiento, guerra antisuperficie y guerra antisubmarina.

## Diseño

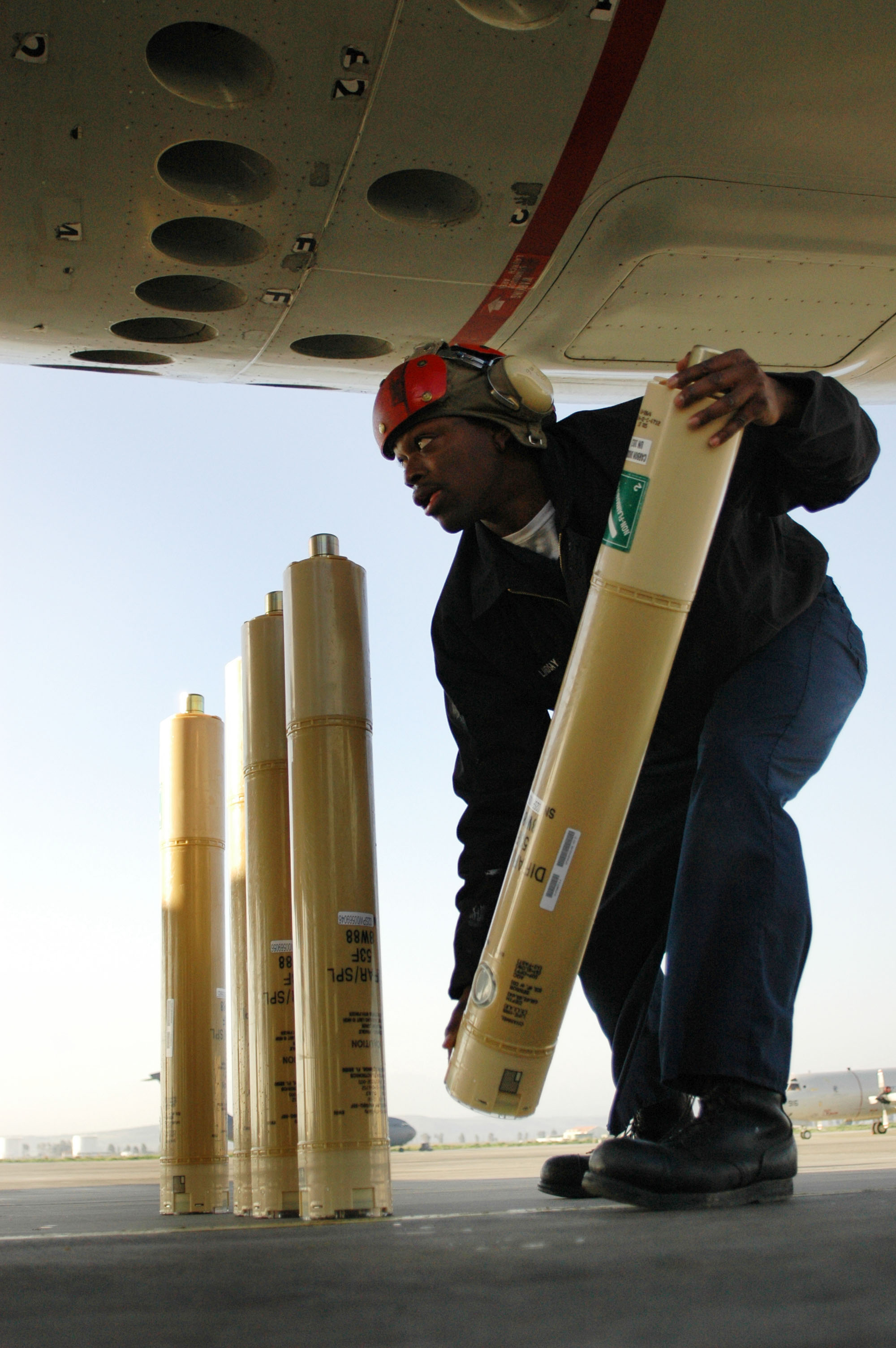
Sonoboyas de un P-3 Orion.

El avión de vigilancia naval P-3 Orion está basado en el avión civil de transporte de pasajeros Lockheed L-188 Electra, que tuvo poco éxito como avión de aerolínea debido al rápido surgimiento de los reactores de turbina en otros modelos de aviones comerciales. Se planificó para sustituir a los aviones de vigilancia naval Lockheed P-2 Neptune de postguerra, que sirvieron con éxito durante muchos años en la guerra de Corea y en la de Vietnam. 
El Orion es un avión de transporte de peso medio, con alas grandes, rectas y extendidas para un mejor rendimiento en vuelos a baja altitud y velocidad; puede operar en pistas de aterrizaje militares, aeropuertos civiles y pistas de segundo nivel, incluso en carreteras, con un tren de aterrizaje alto y reforzado en forma de triciclo. El delantero, con dos ruedas, se retrae bajo la cabina de mando y el tren de aterrizaje principal, con dos ruedas cada pata, se retrae bajo los dos motores en las alas instalados junto al fuselaje central.
Tiene 4 turbohélices insertados en las alas, cada hélice tiene 4 palas grandes muy eficientes a baja altitud y velocidad, las palas pueden rotar sobre su propio eje para mejorar su rendimiento a gran altitud y velocidad. Con un sofisticado mecanismo hidráulico y de engranajes, los motores insertados en las alas lo convierten en un potente tetramotor de turbohélice, las toberas de expulsión de gases de escape sobre las alas le dan una velocidad comparable a los cazas turbopropulsados, o incluso a reactores subsónicos de ataque a tierra como el A-10 Thunderbolt II. 
La mayoría de los aviones de vigilancia naval similares han adoptado este modelo. El P-3 compite con el Hawker Siddeley Nimrod británico y el Breguet Atlantique francés. La experiencia adquirida en el P-3 ayudó en el desarrollo del nuevo avión embarcado Lockheed S-3 Viking de guerra antisubmarina para su uso en portaaviones, que, con dos motores de turbina instalados en góndolas bajo las alas en flecha, es más pequeño y ligero que el potente avión de cuatro motores P-3 operado desde bases en tierra.
El P-3 tiene una bodega interna de bombas, así como estaciones subalares de carga, que pueden llevar misiles navales aire-superficie como el AGM-84 Harpoon. Tiene una característica punta en la cola que alberga el detector de anomalías magnéticas (MAD), puede lanzar sonoboyas cargadas en tubos externos y desde el interior del avión con unos tubos bajo el fuselaje central, para detectar submarinos. Transporta antenas que rodean su fuselaje, radares y algunas versiones tienen un radar giratorio montado sobre el fuselaje central de la aeronave, como el diseño del avión de vigilancia Boeing E-3 Sentry de alerta temprana de batalla AWACS (más moderno, grande y pesado, con 4 motores de turbina y alas en flecha), el Boeing 737 AEW&C de dos motores de turbina, el más moderno Boeing E-767 y el avión de alerta temprana embarcado en portaaviones Grumman E-2 Hawkeye.   
La primera versión de producción, designada P3V-1 voló por primera vez el 15 de abril de 1961, pero cuando se hicieron las primeras entregas, en 1962, la denominación se unificó a P-3. El esquema de colores de camuflaje de batalla ha cambiado desde el azul naval de posguerra, al blanco y gris de los años 60, llegando al gris de baja visibilidad de los años 80 y al color blanco con símbolos visibles para operaciones de paz en los años 90.
Con los años se han fabricado gran cantidad de versiones para uso militar. La tecnología del P-3 es similar a la del avión de transporte militar Lockheed C-130 Hercules, tiene los mismos 4 motores turbohélice montados en las alas; el Hercules es de mayor tamaño y más lento, pero con un éxito comercial espectacular, se han vendido más aviones de carga en todo el mundo por tener mayor espacio interior para carga militar, soldados, heridos, equipo militar y compuerta trasera de abordaje, subir carga y lanzar en pleno vuelo. Se han desarrollado versiones navales y de uso civil del P-3 para la caza de huracanes, vigilancia aérea, guarda costas, rescate y extinción de incendios. Aunque tiene un mejor rendimiento, velocidad y prestaciones de vuelo, el P-3 no ha sido adaptado a plataforma de ataque preciso a tierra o reabastecimiento en vuelo, como el avión de carga C-130.
El P-3 Orion también se usa como plataforma de investigación suborbital para la NASA. Este avión se denomina NASA 426 y tiene como base Virginia. Es conocido como el avión caza tormentas, puede volar por el interior de una tormenta, un huracán para estudiar este fenómeno climático y llegar volando hasta el ojo del mismo. Está previsto que todos los aviones de vigilancia naval P-3 sean sustituidos entre 2010 y 2020 por el nuevo avión de vigilancia Boeing P-8 Poseidon (MMA), basado en el diseño del avión de turbina Boeing 737 civil de transporte de pasajeros, lo que significa un servicio durante más de 50 años de este diseño de avión de vigilancia naval.

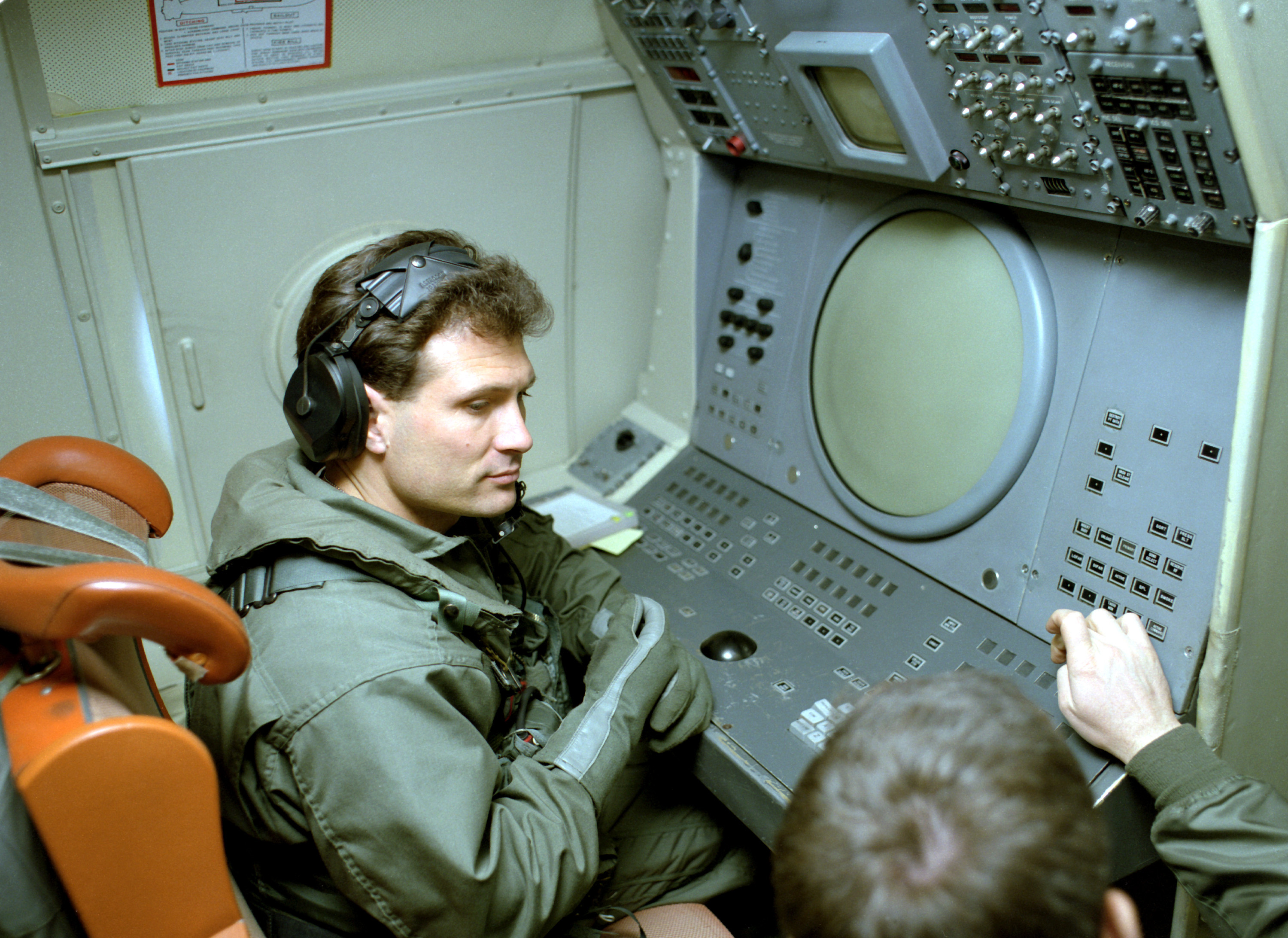
TACCO/Navegante.
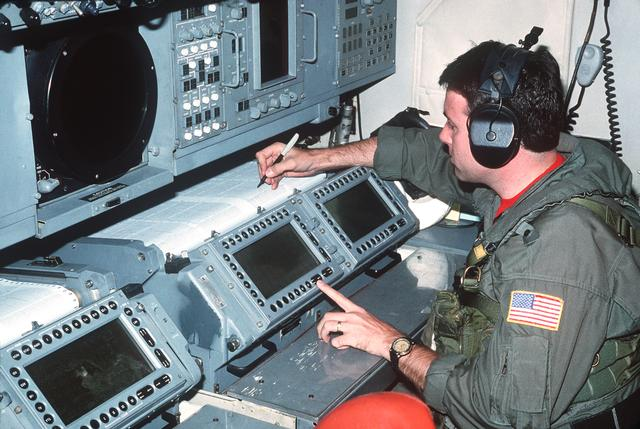
Operador acústico de sonar.
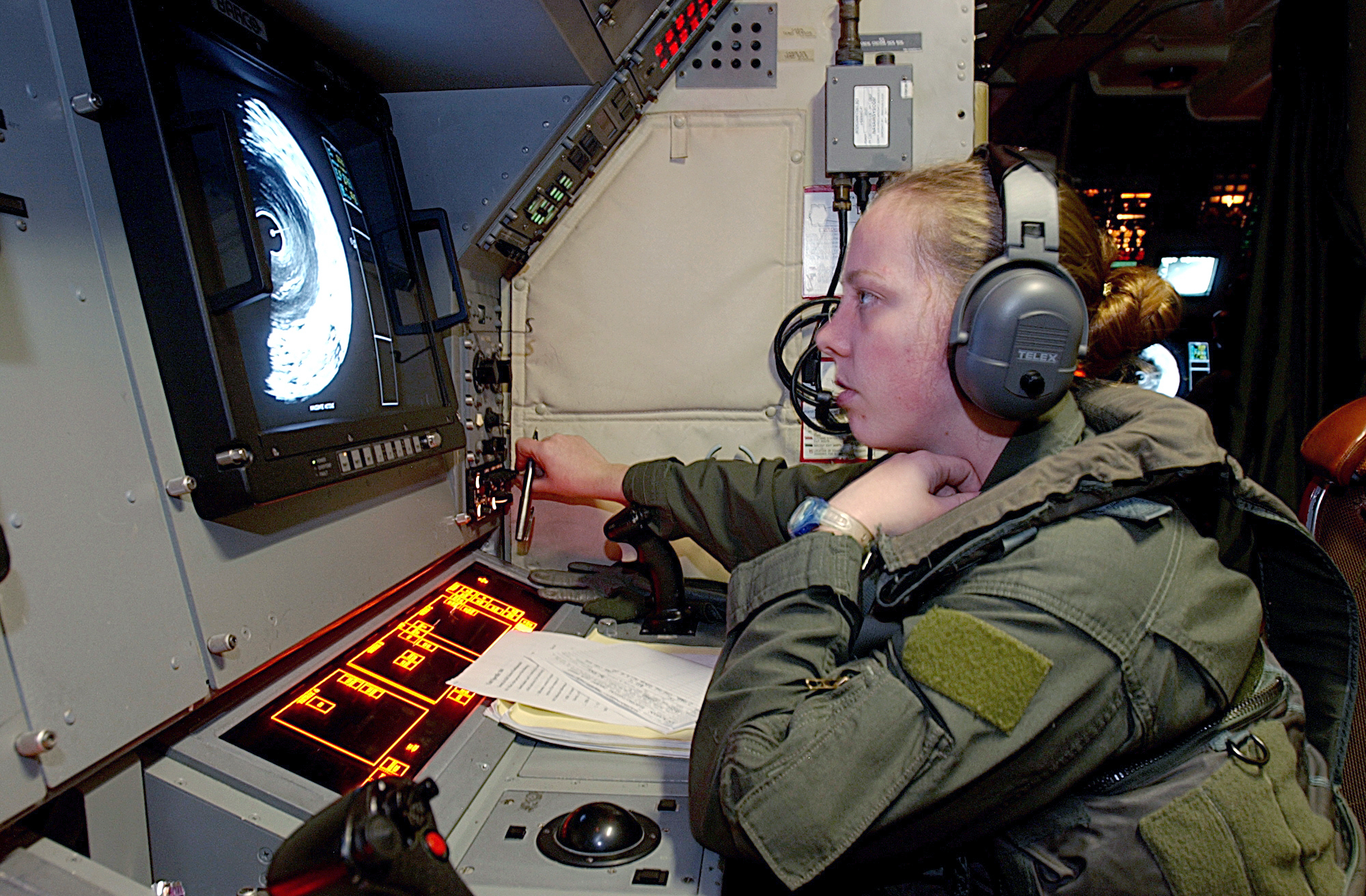
Aviation Warfare Systems Operator.

## Historia operacional

### Estados Unidos

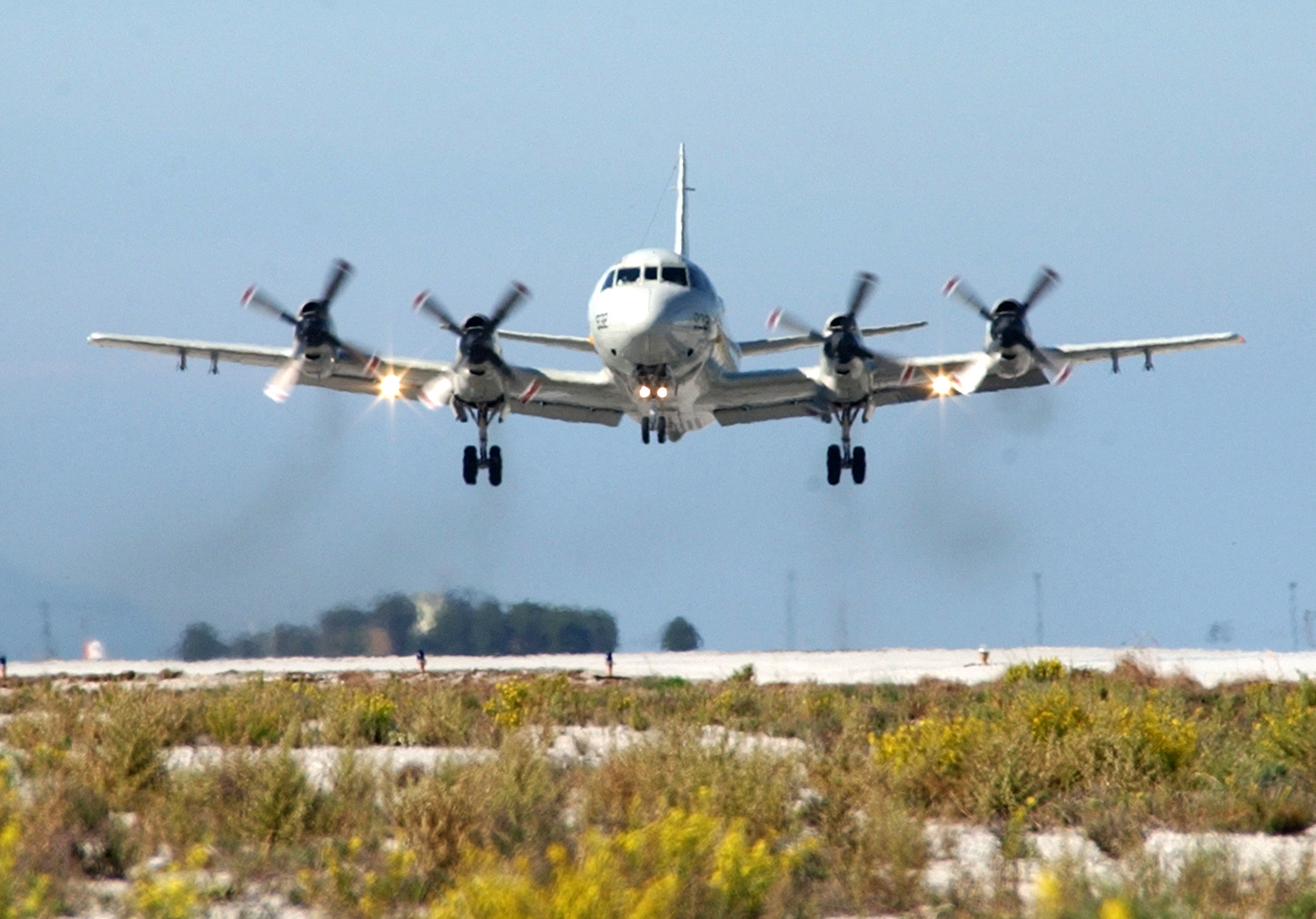
Un P-3C Orion de la Armada estadounidense despegando para una misión de patrulla.

Desarrollado durante la Guerra Fría, la misión principal del P-3 era rastrear los misiles balísticos de la Armada Soviética y los submarinos de ataque rápido, y eliminarlos en caso de una guerra a gran escala. En su punto más alto, la comunidad de P-3 de la Armada de los Estados Unidos estaba formada por veinticuatro escuadrones de patrulla de "Flota" en servicio activo en las estaciones aéreas de los estados de Florida y Hawái, así como las bases que anteriormente tenían operaciones de P-3 en Maryland, Maine, y California. También había trece escuadrones de patrulla de la Reserva Naval idénticos a sus homólogos de "Flota" en servicio activo, estando basados en Florida, Pensilvania, Maryland, Míchigan, Massachusetts (luego se trasladaron a Maine), Illinois, Tennessee, Luisiana y Washington D. C. Dos Escuadrones de Reemplazo de la Flota (FRS), también llamados escuadrones "RAG" (de la histórica nomenclatura "Replacement Air Group") se ubicaron en California y Florida. El entonces desactivado VP-31 en California proporcionó entrenamiento de P-3 para la Flota del Pacífico, mientras que el VP-30 en Florida realizó la tarea para la Flota del Atlántico. Estos escuadrones también fueron aumentados con un escuadrón de pruebas y evaluación en Maryland, dos unidades adicionales de pruebas y evaluación que formaban parte de un centro de desarrollo aéreo en Pensilvania y un centro de prueba en California, un escuadrón de desarrollo oceanográfico en Maryland, y dos unidades de "proyectos especiales" en servicio activo en Maine y Hawái, siendo este último un poco más pequeño que un escuadrón típico.
Las misiones de reconocimiento en aguas internacionales llevaron a ocasiones en que los cazas soviéticos "golpearon" a un P-3, ya fuera operado por la Armada de los Estados Unidos u otros operadores, como la Real Fuerza Aérea Noruega. El 1 de abril de 2001, una colisión en el aire entre un avión de vigilancia EP-3E ARIES II de la Armada de los Estados Unidos y un interceptor de combate J-8II de la Armada del Ejército Popular de Liberación dio lugar a una disputa internacional entre los Estados Unidos y la República Popular de China (PRC).
Más de 40 variantes combatientes y no combatientes de P-3 han demostrado la robusta fiabilidad mostrada por la plataforma, que vuela más de 12 horas en misiones de 200 pies (61 m) sobre agua salada, a la vez que mantiene un excelente historial de seguridad. Se han desarrollado versiones para la Administración Nacional Oceánica y Atmosférica (NOAA) para la investigación y la caza de huracanes/supresión de muros de huracanes, para el Servicio de Aduanas de Estados Unidos (ahora Aduanas y Protección de Fronteras de Estados Unidos), para la misión de interdicción de drogas y vigilancia aérea con un rotodomo adaptado del Grumman E-2 Hawkeye o un radar AN/APG-66 adaptado del General Dynamics F-16 Fighting Falcon, y para la NASA para investigación y desarrollo.
La Armada estadounidense sigue siendo el mayor operador del P-3, actualmente distribuido entre un escuadrón de patrulla de reemplazo de la flota (es decir, "entrenamiento") en Florida (VP-30), 12 escuadrones de patrulla en servicio activo distribuidos entre bases en Florida, Washington y Hawái, dos escuadrones de patrulla de la Reserva de la Armada en Florida y Washington, un escuadrón de patrulla de proyectos activos en servicio activo (VPU-2) en Hawái y dos escuadrones de pruebas y evaluación en servicio activo. Un escuadrón de reconocimiento de la flota en servicio activo adicional (VQ-1) opera la variante de inteligencia de señales EP-3 Aries (SIGINT) en la Estación Aérea Naval de Whidbey Island, Washington.
En enero de 2011, la Armada estadounidense reveló que los P-3 se han utilizado para cazar narco submarinoss de "tercera generación". Esto es significativo, porque hasta julio de 2009, se han usado submarinos totalmente sumergibles en operaciones de contrabando.

### Cuba
En octubre de 1962, aviones P-3A Orion estadounidenses realizaron numerosas patrullas de bloqueo en las proximidades de Cuba. Habiendo entrado en servicio a principios de ese año y reunido recientemente una flota operacional, este fue el primer empleo del P-3 en una situación real cercana al conflicto.

### Vietnam
A partir de 1964, los aviones P-3 desplegados comenzaron a volar una variedad de misiones bajo la Operación Market Time desde bases en Filipinas y Vietnam. El objetivo principal de estas patrullas costeras era detener el suministro de materiales al Viet Cong por mar, aunque varias de estas misiones también se convirtieron en salidas terrestres de "pies secos". Durante una de esas misiones, un proyectil de artillería de pequeño calibre pasó a través de un P-3 sin hacer que la misión fuera incapaz. La única pérdida de combate confirmada de un P-3 también ocurrió durante la Operación Market Time. En abril de 1968, un puesto de emplazamientos antiaéreos derribó a un P-3B de la VP-26 en el Golfo de Tailandia, con la pérdida de toda la tripulación. Dos meses antes, en febrero de 1968, otro avión P-3B del VP-26 estaba operando en la misma zona cuando se estrelló con la pérdida de toda la tripulación. Originalmente atribuido a un percance aeronáutico a baja altitud, una conjetura posterior es que este avión también puede haber sido víctima de fuego AAA de la misma fuente que el incidente de abril.

### Irak
Véase también: guerra del Golfo, Operación Tormenta del Desierto e Invasión de Irak de 2003.
El 2 de agosto de 1990, Irak invadió Kuwait y se preparó para atacar Arabia Saudita. En las 48 horas posteriores a la invasión inicial, los aviones de la Armada estadounidense P-3C se encontraban entre las primeras fuerzas estadounidenses en llegar al área. Uno era una plataforma modificada con un sistema prototipo conocido como "Outlaw Hunter", en fase de pruebas en el Pacífico, después de que Tiburon Systems, Inc. lo hubiera desarrollado para la Oficina del Programa PMA-290 de NAVAIR. El "Outlaw Hunter" estaba probando un paquete especializado del sistema de focalización sobre el horizonte (OTH-T) cuando respondió. A las pocas horas del inicio de la campaña aérea de la coalición, "Outlaw Hunter" detectó un gran número de barcos patrulleros iraquíes y embarcaciones navales que intentaban trasladarse desde Basora y Umm Qasr a aguas iraníes. El "Outlaw Hunter" fue vectorizado en elementos de ataque que atacaron a la flotilla cerca de la isla Bubiyan, destruyendo 11 embarcaciones y dañando otras más. Durante el Desert Shield, un P-3 que usaba imágenes infrarrojas detectó un barco con marcas iraquíes debajo de falsas marcas egipcias recién pintadas que intentaban evitar la detección. Varios días antes del inicio de la Operación Tormenta del Desierto, el 7 de enero de 1991, un P-3C equipado con un Radar de Apertura Sintética Inversa APS-137 (ISAR) realizó una vigilancia costera en Irak y Kuwait para proporcionar el reconocimiento previo al ataque en instalaciones militares enemigas. Un total de 55 de los 108 buques iraquíes destruidos durante el conflicto fueron atacados por aviones P-3C.
La misión del P-3 Orion se expandió a fines de la década de 1990 y principios de la década de 2000 para incluir la vigilancia del espacio de batalla tanto en el mar como en tierra. El largo alcance y el largo tiempo de permanencia del P-3 Orion han demostrado ser un activo incalculable durante la Operación Libertad Iraquí y la Operación Libertad Duradera. Puede proporcionar instantáneamente información sobre el espacio de batalla que puede ver a las tropas terrestres, particularmente a los Infantes de Marina de los Estados Unidos.

### Afganistán
Véase también: Guerra de Afganistán
Aunque el P-3 es una aeronave de patrulla marítima, las mejoras de armamento y sensores en el Programa de mejora de la lucha contra la superficie (AIP) lo han hecho adecuado para el apoyo aéreo de combate sostenido en tierra. Desde el inicio de la guerra actual en Afganistán, aviones de la Armada de Estados Unidos, los P-3, han estado operando desde Kandahar en esa tarea. La Real Fuerza Aérea Australiana operó sus AP-3C Orion desde la base aérea de Minhad en los Emiratos Árabes Unidos desde 2003 hasta su retirada en noviembre de 2012. Durante el período 2008-2012, el AP-3C Orion realizó tareas de inteligencia, vigilancia y reconocimiento terrestres en apoyo de las tropas de la Coalición en todo Afganistán.
Recientemente, el Servicio Geológico de los Estados Unidos utilizó el Orion para inspeccionar partes del sur y el este de Afganistán en busca de litio, cobre y otros depósitos minerales.

### Libia
El 28 de marzo, un P-3 Orion de la Armada de Estados Unidos, junto a un A-10 Thunderbolt II de la Fuerza Aérea de los Estados Unidos, atacaron tres embarcaciones de la Guardia Costera Libia que estaban disparando contra la ciudad de Misrata y buques mercantes. El P-3 lanzó misiles AGM-65F Maverick contra un buque de patrulla de la clase Vittoria, forzando a sus tripulantes a abandonarlo. El A-10 ametralló dos embarcaciones más pequeñas con su cañón GAU-8 Avenger de 30 mm, hundiendo una y forzando a la tripulación a abandonar la otra. Los aviones recibieron información de gestión del espacio aéreo e imagen marítima por parte del destructor USS Barry (DDG-52).

### Irán

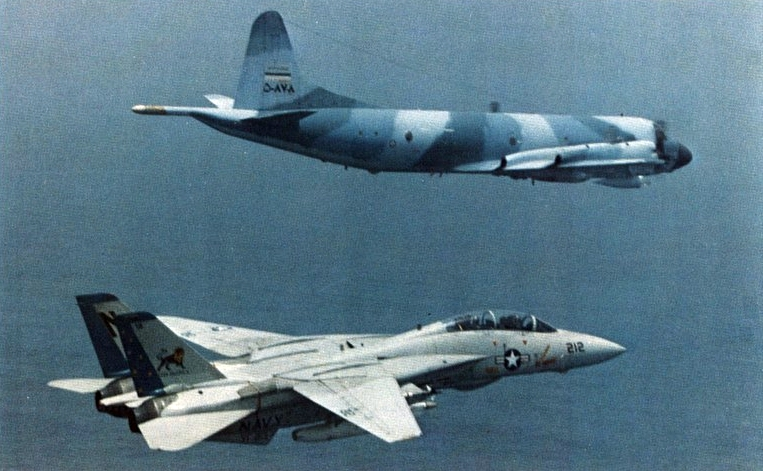
Un F-14A del escuadrón VF-213, interceptando el P-3F iraní en 1981.

Lockheed produjo la variante P-3F del P-3 Orion, para Irán. Se entregaron seis ejemplares a la antigua Fuerza Aérea Imperial de Irán (FAI) en 1975 y 1976.
Después de la Revolución iraní en 1979, los Orion continuaron en servicio, después de que el IIAF pasó a llamarse Fuerza Aérea de la República Islámica de Irán (IRIAF). Fueron utilizados en la fase de la guerra del petrolero de la guerra entre Irán e Irak, y fueron operados por uno de los escuadrones más exitosos de la IRIAF durante ese conflicto. Un total de cuatro P-3F permanecen en servicio.

### Pakistán

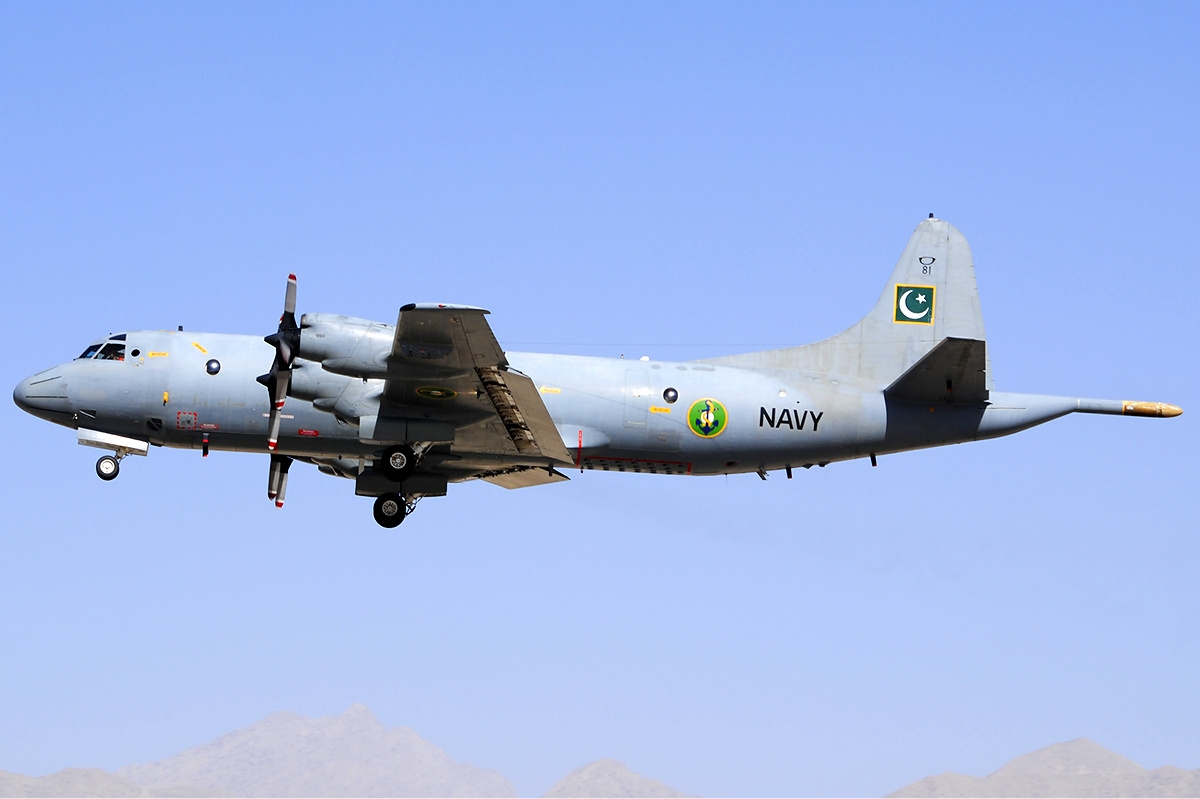
Un P-3C Orion de la Armada de Pakistán en Quetta, en octubre de 2010.

Tres P-3C Orion, entregados a la Armada de Pakistán en 1996 y 1997, fueron operados extensamente durante el conflicto de Kargil. Después del accidente de un ejemplar, el modelo fue inmovilizado en tierra debido a la pérdida de un equipo completo; no obstante, los aviones se mantuvieron en un estado armado y en condiciones de aeronavegabilidad durante el período de escalada de 2001 y 2002. En 2007, la Armada los utilizó para realizar operaciones de inteligencia de señales, vuelos y bombardeos en una ofensiva de Swat y la Operación Rah-e Nijat. Las misiones de precisión y bombardeos estratégicos fueron realizadas por los Orion, y en 2007, se llevaron a cabo operaciones de gestión de inteligencia contra los talibanes y agentes de al-Qaeda.
El 22 de mayo de 2011, dos de los cuatro P-3C pakistaníes fueron destruidos en un ataque a PNS Mehran, una estación naval pakistaní en Karachi. La flota pakistaní se había utilizado fácilmente en operaciones terrestres de contrainsurgencia. En junio de 2011, los Estados Unidos acordaron reemplazar las aeronave destruidas por dos nuevas, y la entrega se realizará más adelante. En febrero de 2012, los Estados Unidos entregaron dos aviones P-3C Orion adicionales a la Armada de Pakistán.

### España
La Fuerza Aérea Española desplegó sus P-3 para ayudar en el esfuerzo internacional contra la piratería en Somalia.
El avión P-3 Orion español que participa en la Operación Atalanta de la Unión Europea contra la piratería frente a las costas de Somalía ha frustrado varios ataques de piratas en la zona.
El 29 de octubre de 2008, un avión P-3 Orion español, patrullando la costa de Somalia, reaccionó ante la llamada de socorro de un petrolero que estaba siendo atacado, lanzando 3 bombas de humo sobre los barcos de los piratas atacantes y evitando el ataque.
El 29 de marzo de 2009, el mismo P-3 Orion persuadió a los asaltantes del petrolero de la marina alemana Spessart (A1442), que tuvo como resultado la captura de los piratas.

### Usos civiles
Varios aviones P-3 han recibido matrículas civiles y son operados por agencias civiles. El Servicio de Aduanas y Protección Fronteriza de Estados Unidos tiene una serie de aeronaves P-3A y P-3B que se utilizan para interceptar aeronaves y patrullas marítimas. El NOAA opera dos ejemplares WP-3D especialmente modificadas para la investigación de huracanes. Un P-3B, el N426NA, es utilizado por la Administración Nacional de Aeronáutica y del Espacio (NASA) como plataforma de investigación en ciencias de la Tierra, principalmente para el Programa de Ciencia Aérea del Directorio de Misiones Científicas de la NASA. Se basa en la instalación de vuelo de Wallops en el Centro de vuelo espacial Goddard, Virginia.
Aero Union, Inc. operó ocho aeronaves ex Armada estadounidense P-3A configuradas como aviones cisterna, que fueron arrendadas al Servicio Forestal de los Estados Unidos, al Departamento de Protección Forestal y Contra Incendios de California y otras agencias para su uso como bomberos. Varias de estas aeronaves estuvieron involucradas en el escándalo de los aviadores del Servicio Forestal de los Estados Unidos, pero no han estado involucradas en ningún accidente catastrófico. Desde entonces, Aero Union ha quebrado y sus P-3 han sido subastados.

## Variantes

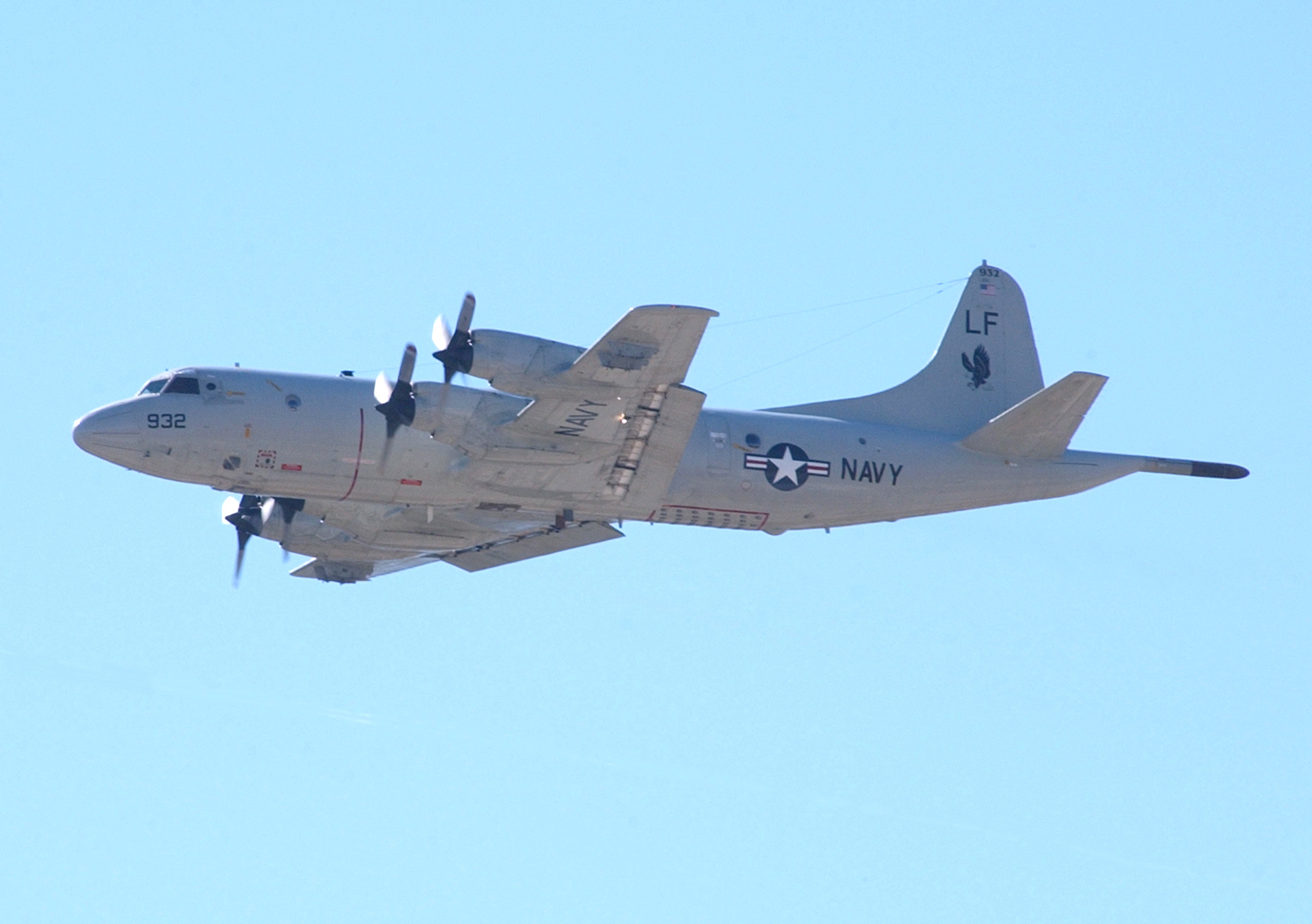
P-3C Orion de la Armada de los Estados Unidos.

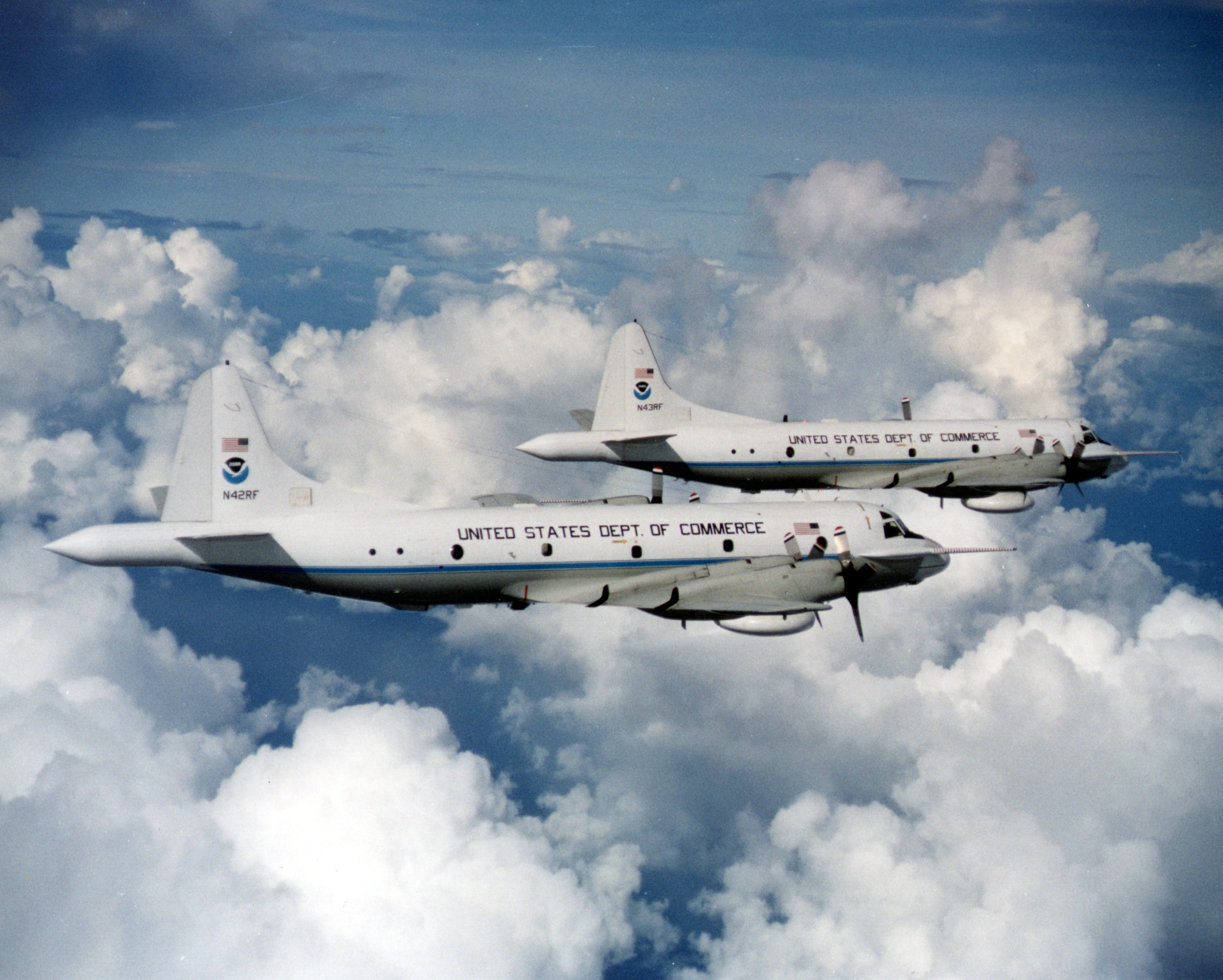
Dos WP-3D Orion.

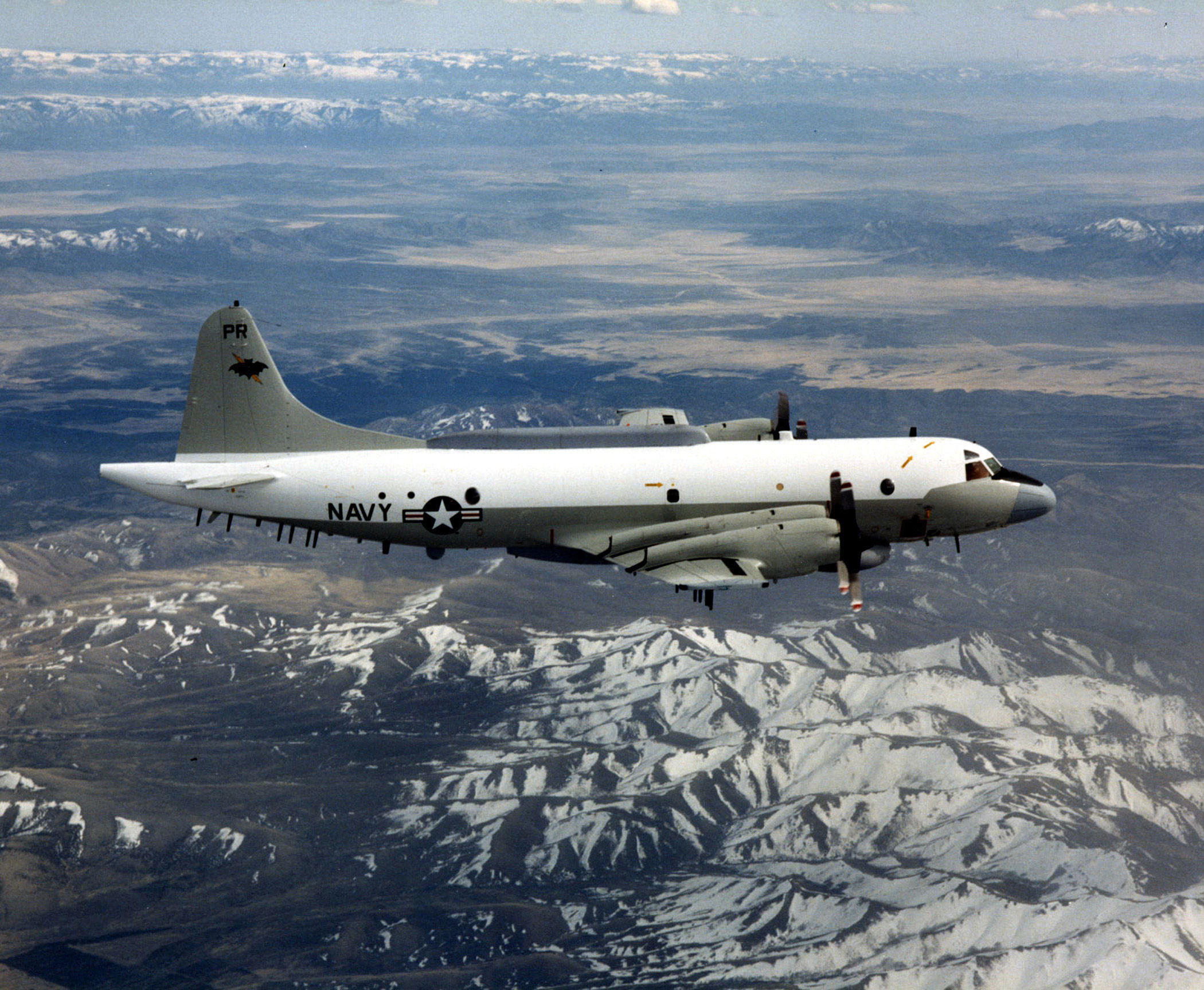
EP-3E Orion.

P-3A
Versión de producción original para la Armada estadounidense, con motores turbohélice Allison T56-A-10W de 4500 hp unitarios; equipo de detección submarina original sustituido por los avanzados Deltic: 157 construidos. 
P-3A (CS)
Cuatro unidades con un mejor radar, para el Servicio de Aduanas de Estados Unidos.
EP-3A
Redesignación de un avión modificado para pruebas de reconocimiento electrónico.
NP-3A
Tres aeronaves modificadas para el Laboratorio de Investigación Naval de Estados Unidos.
RP-3A
Dos unidades modificadas para fines científicos para el Escuadrón de Desarrollo Oceanográfico.
TP-3A
Doce aviones modificados para entrenamiento. Ninguno lleva sistemas de guerra antisubmarina.
UP-3A
38 aviones usados para transporte. Tampoco llevan sistema de guerra antisubmarina.
WP-3A
Redesignación de cuatro P-3A transformados y equipados para reconocimiento meteorológico; un ejemplar fue transformado posteriormente en NP-3A y otros tres convertidos en VP-3A.
VP-3A
Tres WP-3A y dos P-3A reconvertidos en transporte vip.
P-3B
Versión de producción desde el 158.º Orion, propulsada por turbohélices Allison T56-A-14 y con equipo de detección antisubmarina Deltic; capacidad de lucha antisubmarina progresivamente aumentada y mejorada.
EP-3B
Dos unidades P-3A redesignadas tras su conversión en prototipos de una nueva versión, con equipo de aviónica más avanzado.
P-3BR
Modificación de P-3A para la Armada de Brasil.
P-3C
Tercera versión de producción.
P-3C Update I
Mejoras en aviónica; 31 construidos.
P-3C Update II
Con detección de infrarrojos, sistema de referencia de sonoboyas y capaz de llevar misiles Harpoon antibuque; 44 fabricados.
P-3C Update II.5
24 aviones con sistemas de navegación y comunicaciones más fiables.
P-3C Update III
50 aeronaves con nuevo procesador acústico, receptor de sonoboyas y mejores unidades eléctricas.
P-3C Update IV
AIP(US)/UIP (RNoAF).
EP-3
Aviones ELINT para la Fuerza de Autodefensa de Japón.
NP-3C
Un P-3B arreglado como base de ensayos para el Laboratorio de Investigación Naval de los Estados Unidos.
RP-3C
Un P-3C modifica para reemplazar al RP-3A.
OP-3C
10 P-3C convertidos en aviones de reconocimiento para la Fuerza de Autodefensa de Japón.
UP-3C
Avión de pruebas de equipamiento para la Fuerza de Autodefensa de Japón.
UP-3D
Aeronave de entrenamiento ELINT para la Fuerza de Autodefensa de Japón.
RP-3D
Un P-3C modificado para obtener datos para investigación atmosférica.
WP-3D
Dos P-3C modificados para la investigación meteorológica, incluyendo caza-huracanes.
EP-3E Aries
10 P-3A y 2 EP-3B convertidos en aviones ELINT.
EP-3E Aries II
12 P-3C convertidos en aviones ELINT.
NP-3E
Varios aviones para pruebas.
P-3F
Seis P-3C Orion entregados la Fuerza Aérea de Irán a finales de los años 1970.
P-3G
Designación original del Lockheed P-7.
P-3H
Mejora del P-3C.
EP-3J
Dos P-3A modificados para uso por el Grupo de Apoyo de Guerra Electrónica de la Flota (Fleet Electronic Warfare Support Group (FEWSG)).
P-3K
Cinco aviones que inicialmente eran P-3B estándar, pero que fueron actualizados para entregarlos a Nueva Zelanda en 1965-1967. Los P-3B originales fueron operados por el 5.º Escuadrón de Whenuapai, Auckland. Este escuadrón recibió parte del paquete de P-3C Update II con algunas innovaciones locales, siendo renombrados a P-3K (por kiwi), junto a los P-3B comprados a Australia y actualizados a P-3K. Estas aeronaves han vuelto a ser actualizadas en aviónica y sensores a lo largo de 2005.
P-3N
Dos P-3B modificados para misiones de guardacostas para la RNoAF.
P-3P
Seis P-3B estándar de Australia actualizados para su venta a la Fuerza Aérea de Portugal. Están siendo reemplazados por los más modernos P-3C Update II.5.
P-3T
Dos P-3A modificados para la Armada de Tailandia.
VP-3T
Un P-3A modificado para su uso como transporte vip y algunas operaciones de vigilancia de la Armada de Tailandia.
P-3W
20 P-3C Update II para Australia, incluyendo procesadores AQS-901, y el sistema de sonoboyas Barra.
AP-3C
Versión mejorada para la Fuerza Aérea de Australia, usando aviones P-3W.
TAP-3
Tres aviones P-3B modificados para trabajos de entrenamiento para la RAAF, el sistema de guerra antisubmarina ha sido sustituido por un asiento de pasajero. Eliminados del servicio al poner en funcionamiento el simulador de AP-3C. La designación refleja el hecho de ser Training Australian P-3 (P-3 Australiano de Entrenamiento).
Lockheed P-3 AEW&C
Ocho P-3B convertidos en aviones de alerta temprana (Airborne Early Warning and Control (AEW&C)). Los P-3AEW&C son utilizados por el Servicio de Aduanas de los Estados Unidos para la interceptación de drogas y seguridad nacional.
CP-140 Aurora
Aeronave de largo alcance para reconocimiento marítimo y guerra antisubmarina de Canadá. Está basado en el P-3 Orion, pero monta la electrónica avanzada del S-3 Viking.
CP-140A Arcturus
3 CP-140 Aurora modificados para patrulla costera. Todo el equipo de guerra antisubmarina ha sido eliminado.

## Operadores

### Militares
Alemania

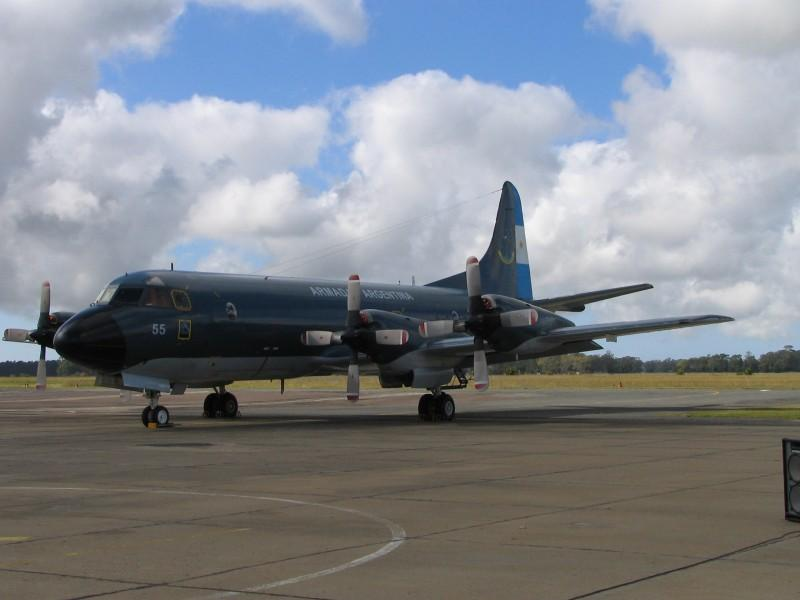
P-3B de la Armada Argentina.

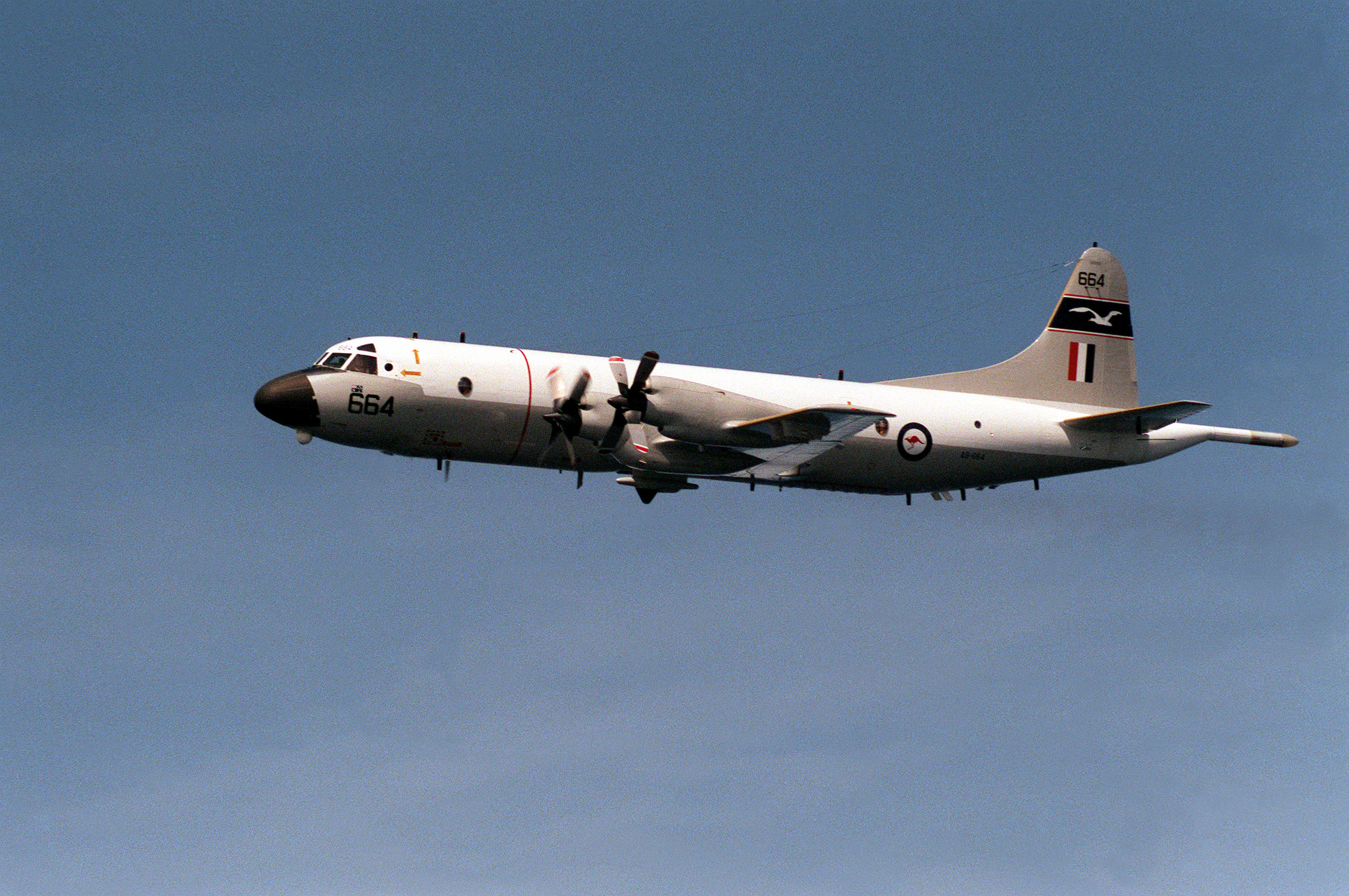
P-3W de la Real Fuerza Aérea Australiana en 1990.

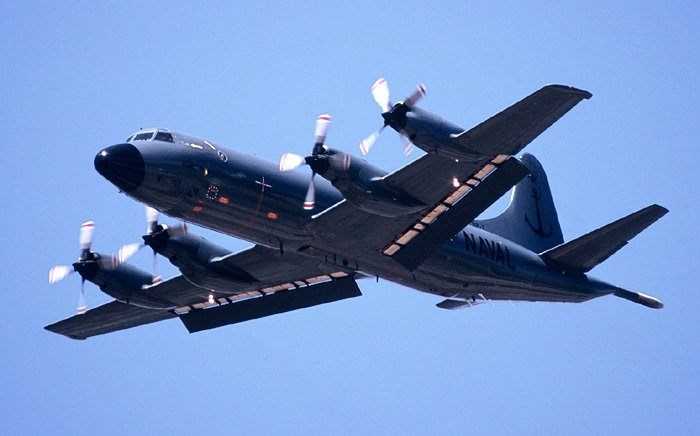
P-3ACH de la Armada de Chile.

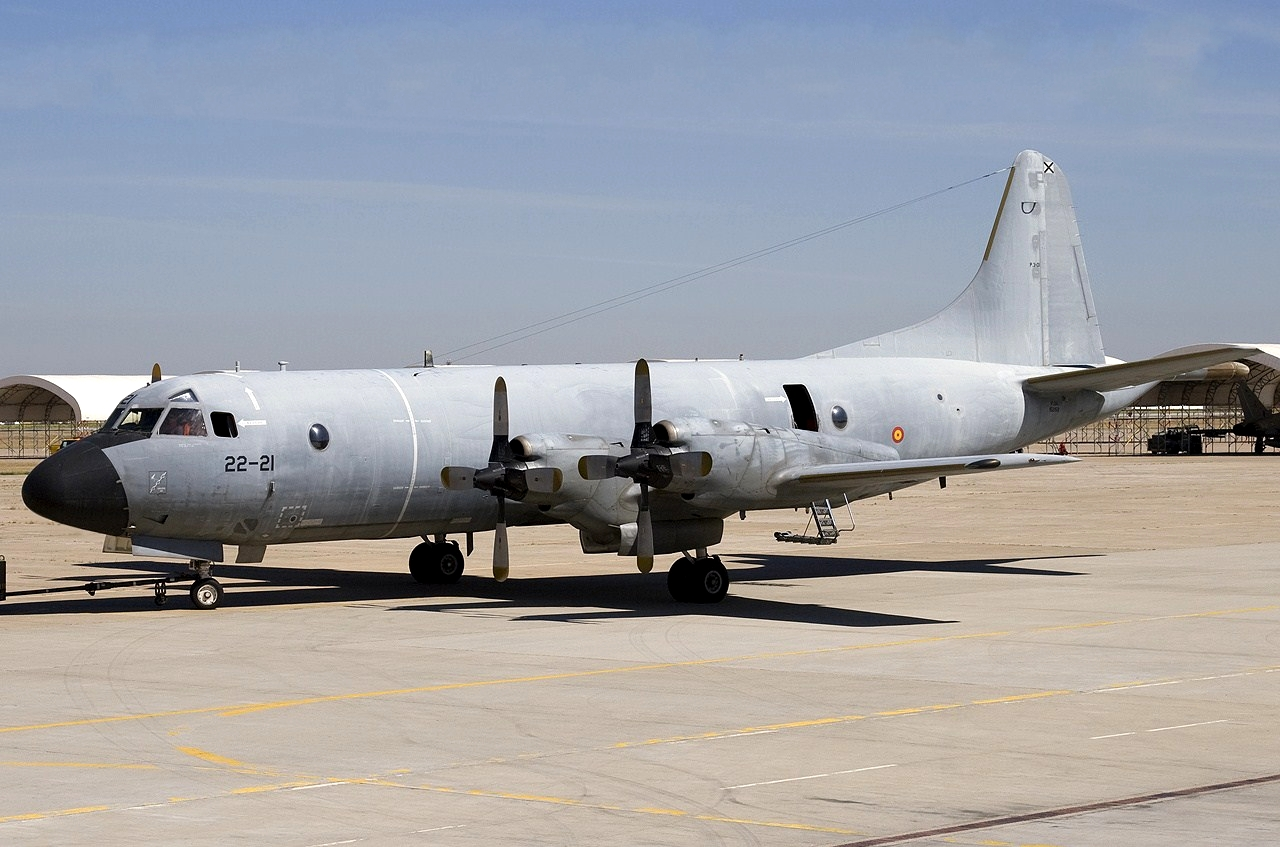
P-3A del Ejército del Aire de España.

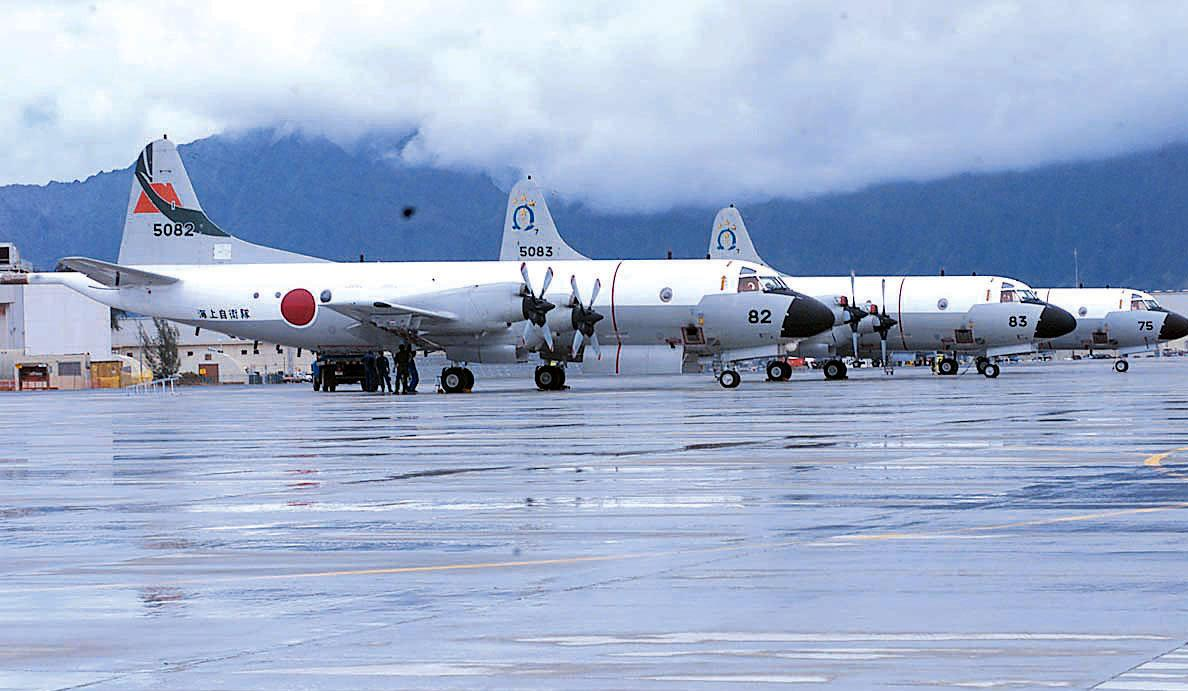
P-3C Orion de Fuerza Marítima de Autodefensa de Japón.

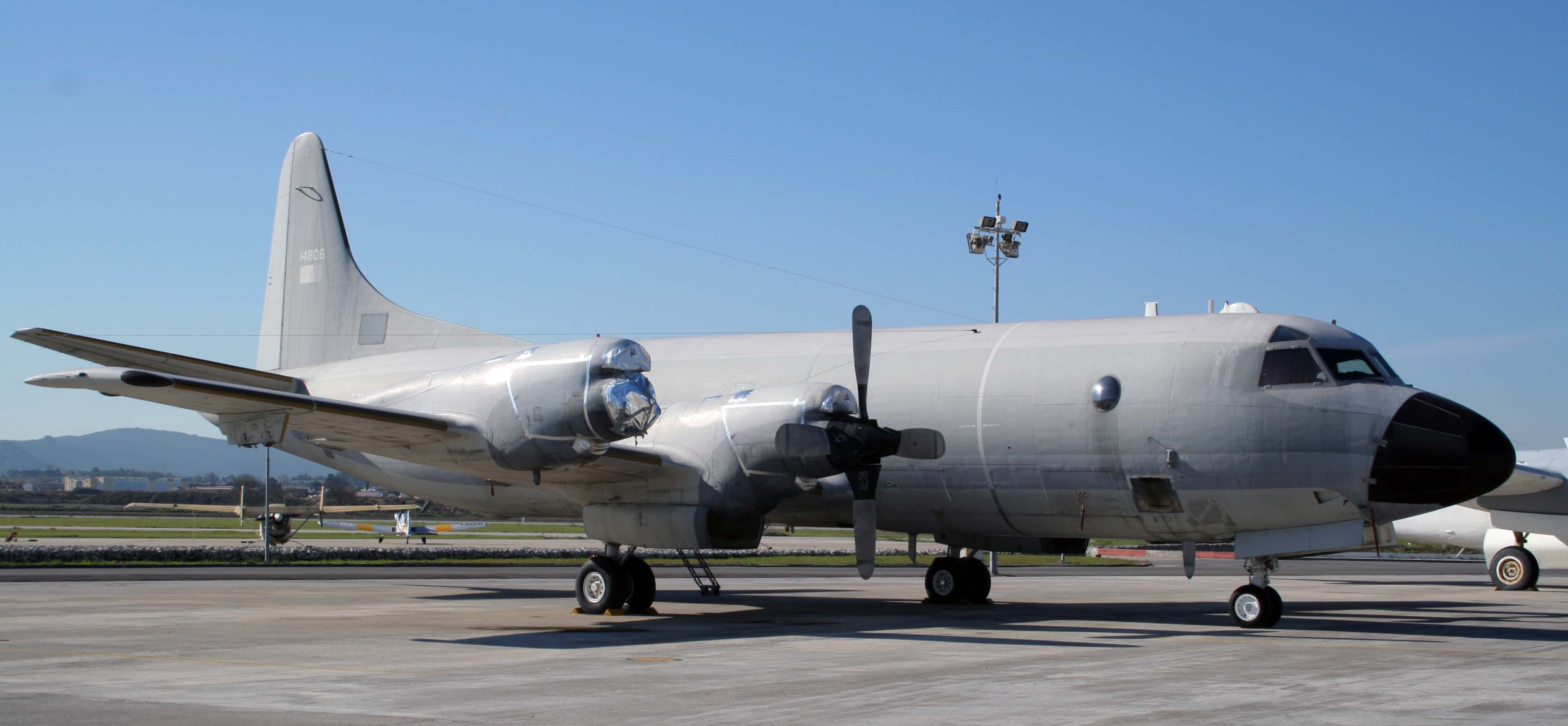
P-3 Orion de la Fuerza Aérea Portuguesa.

- Marina Alemana: 8 P-3C. Base Aeronaval Nordholz, Marinefliegergeschwader 3 Graf Zeppelin.

 Argentina
- Armada Argentina: 6 P-3B recibidos, ninguno activo (dos unidades almacenadas inicialmente como fuente de repuestos, una unidad en FAdeA siendo recuperada y modernizada).[6] Capacidad de vigilancia aumentada a través del Sistema Plates 440 de INVAP. La Armada Argentina adquirió 4 P-3 Orion en octubre de 2023.[7]

 Australia
- Real Fuerza Aérea Australiana: 18 AP-3C, 1 P-3C (No. 92 Wing – 10 Sqn, 11 Sqn) y (No. 292 Sqn. Base Edinburgh de la RAAF.

 Brasil
- Fuerza Aérea Brasileña: 8 P-3AM serán actualizados en España y entregados a partir de fines de 2009. Base Aérea de Salvador.

 Canadá
- Real Fuerza Aérea Canadiense: 24 CP-140 Aurora (célula del P-3 Orion con equipo de electrónica del S-3 Viking).

 Chile
- Armada de Chile: 4 P-3ACH. Con base en el Aeropuerto Torquemada, en el Aeropuerto Carriel Sur y en el Aeropuerto Guardiamarina Zañartu.

 Corea del Sur
- Marina de la República de Corea: 8 P-3C, 8 P-3CK. Con base en el Aeropuerto de Pohang y en el Aeropuerto Internacional Jeju.

 Estados Unidos
- Armada de los Estados Unidos: 161 P-3C; aviones P-3A, P-3B, P-3C y EP-3J adicionales en almacenaje de larga duración en el AMARC.[8]
- Administración Nacional Oceánica y Atmosférica (NOAA): 2 WP-3D tripulados por miembros del NOAA Commissioned Corps, basados en MacDill AFB, Florida.

 Grecia
- Marina Griega: 6 P-3B. Base Aérea Eleusina.

 Irán
- Fuerza Aérea de la República Islámica de Irán: 5 P-3F (71ASW SQN). Con base en el Aeropuerto Internacional Shiraz (Base Aérea Shahid Douran).

 Japón
- Fuerza Marítima de Autodefensa de Japón: 101 P-3C, 5 EP-3, 1 UP-3C, 3 UP-3D.

 Nueva Zelanda
- Real Fuerza Aérea Neozelandesa
  - Escuadrón No 5. Base Auckland de la RNZAF: 6 P-3K.

 Pakistán
- Marina Pakistaní: 10 P-3C. Base Aeronaval Faisal, Karachi.

 Portugal
- Fuerza Aérea Portuguesa
  - 601.º Escuadrón. Base Aérea Beja (BA11): 6 P-3P, 5 P-3C.

 República de China
- Marina de la República de China: 12 P-3C (encargados, con entregas a partir de 2012);[9] basados en la Base Aérea de Taoyuan.

 Tailandia
- Marina Real Tailandesa
  - 102.º Escuadrón. Base Aeronaval U-Tapao: 2 P-3T, 1 VP-3T.

### Antiguos
España
- Ejército del Aire de España
  - Ala 11. Base Aérea de Morón: 7 aeronaves; 5 P-3B modernizados y 2 P-3A. Retirado el 16 de diciembre de 2022.[10]

 Noruega
- Real Fuerza Aérea Noruega
  - Escuadrón n.º 333 con base en la estación aérea Andøya: 4 P-3C, 2 P-3N. Retirados en junio de 2023. 3 P-3C y 1 P-3N vendidos a la Armada Argentina.[11][7]

 Países Bajos
- Armada Real de los Países Bajos

### Civiles
Estados Unidos
- NASA: un P-3B con base en la Wallops Flight Facility de la NASA, usado para realizar misiones científicas aerotransportadas a baja altura. Este era un avión de la Armada estadounidense que ha sido modificado para soportar los instrumentos necesarios para tales misiones.[12]
- Departamento de Seguridad Nacional de los Estados Unidos/Customs and Border Protection/Office of CBP Air: 8 P-3 AEW con base en las estaciones aeronavales Corpus Christi, Texas, y Jacksonville, Florida. Son usados para patrulla fronteriza y operaciones antidroga. Eran aviones de la Armada estadounidense que han sido modificados y equipados con el mismo radar de alerta temprana aerotransportada (AEW) que equipa el E-2 Hawkeye.[13] 8 P-3 LRT (Long Range Tracker). Estos también eran de la Armada, y tienen las mismas bases que los anteriores. Normalmente vuelan con los P-3 AEW.[14]
- Aero Union: 8 P-3A que eran antes de la Armada estadounidense, con base en Chico, California y convertidos en aviones antiincendios.[15]

## Controversia
De acuerdo con el periodista venezolano Nelson Bocaranda Sardi, el presidente de ese país, Hugo Chávez, habría denunciado la invasión del espacio aéreo venezolano mostrando una fotografía del Lockheed P-3 Orion encontrada en este artículo de Wikipedia.

## Especificaciones (P-3C Orion)
Referencia datos: U.S. Navy, Lockheed Martin.

### Características generales
- Tripulación: Once
- Longitud: 35,6 m (116,8 ft)
- Envergadura: 30,4 m (99,7 ft)
- Altura: 11,8 m (38,7 ft)
- Superficie alar: 120,8 m² (1300,3 ft²)
- Perfil alar: NACA 0014-1.10 (raíz) - NACA 0012-1.10 (punta)
- Peso vacío: 35 000 kg (77 140 lb)
- Peso cargado: 61 400 kg (135 325,6 lb)
- Peso útil: 26 400 kg (58 185,6 lb)
- Peso máximo al despegue: 64 400 kg (141 937,6 lb)
- Planta motriz: 4× turbohélice Allison T56-A-14.
  - Potencia: 3430 kW (4600 HP; 4664 CV) cada uno.
- Hélices: Hamilton Standard cuatripala
- Diámetro de la hélice: 4,11 m

### Rendimiento
- Velocidad máxima operativa (Vno): 750 km/h (466 MPH; 405 kt)
- Velocidad crucero (Vc): 610 km/h (379 MPH; 329 kt)
- Alcance en ferry: 8944 m (29 344 ft)
- Techo de vuelo: 8626 m (28 300 ft)
- Régimen de ascenso: 16 m/s (3140 ft/min)
- Carga alar: 530 kg/m² (108,6 lb/ft²)
- Potencia/peso: 60 W/kg

### Armamento
- Puntos de anclaje: 8 pilones subalares y una bodega interna con una capacidad de 9100 kg, para cargar una combinación de:  
  - Bombas: Cargas de profundidad
  - Misiles: AGM-65 Maverick, AGM-84 Harpoon, AM 39 Exocet (solo en ejemplares argentinos) y SLAM
  - Otros: 

    - Torpedos: Mk 44, Mk 46, Mk 50, Mk 54 y MU90 Impact
    - Minas: Mk 25, Mk 39, Mk 55, Mk 56, Mk 60 CAPTOR, Mk 65 Quickstrike
    - Sonoboyas activas y pasivas

### Aviónica
- Radar de vigilancia multimisión Raytheon AN/APS-137(V)
- Sistema receptor de sonoboyas Hazeltine Corporation AN/ARR-78(V)
- Receptor de sonoboyas Fighting Electronics Inc AN/ARR-72
- Analizador y grabador de frecuencias acústicas direccionales de los indicadores de sonoboyas AQA-7
- Grabador del sonar AQH-4 (V)
- Detector de anomalías magnéticas (MAD) ASQ-81
- Compensador magnético ASA-65
- Receptor de vigilancia electrónica Lockheed Martin AN/ALQ-78(V)

## Aeronaves relacionadas

### Desarrollos relacionados
- Lockheed P-2 Neptune
- Martin P-5 Marlin
- Lockheed L-188 Electra
- Lockheed EP-3
- Lockheed WP-3D Orion
- Lockheed CP-140 Aurora
- Lockheed P-7

### Aeronaves similares
- Embraer 145 AEW&C
- Bombardier DHC-8-MPA-D8
- Canadair CP-107 Argus
- CASA C-295 Persuader
- Boeing P-8 Poseidon
- Boeing 737 AEW&C
- Boeing E-767
- Grumman E-2 Hawkeye
- Lockheed Martin C-130J Super Hercules
- Breguet Atlantique
- ATR 42
- Alenia C-27J Spartan
- Kawasaki P-1
- Avro Shackleton
- Hawker Siddeley Nimrod
- Saab 340 AEW&C
- Ilyushin Il-38

### Secuencias de designación
- Secuencia P_V (Aviones de Patrulla de la Armada estadounidense, 1922-1962 (Lockheed (Vega), 1923-1962)): PV - P2V - P3V
- Secuencia P-_ (Aviones de Patrulla estadounidenses, 1962-presente): P-2 - P-3 - P-4 - P-5 - P-7 →
- Secuencia P._ (Aeronaves de Patrulla marítima del Ejército del Aire español, 1954-presente): P.3